# Live in Detroit - 1984
Live in Detroit - 1984 è un live album dei Black 'N Blue, uscito il 21 maggio 2002 per l'Etichetta discografica Zoom Club Records.

## Tracce
1. Chains Around Heaven (Saint James, Thayer) 4:30
2. Action (Connolly, Priest, Scott, Tucker) 4:37 (Sweet Cover)
3. Autoblast (Saint James, Thayer, Warner) 4:33
4. The Strong Will Rock (Saint James, Thayer) 8:50
5. Hold on to 18 (Saint James, Thayer) 4:50
6. Wicked Bitch (Saint James) 4:36
7. School of Hard Knocks (Saint James, Thayer) 6:47
8. I'm the King (Holmes, Saint James, Thayer, Warner, Young) 5:33
9. One for the Money (Saint James, Thayer) 4:36

## Formazione
- Jaime St. James - voce
- Tommy Thayer - chitarra, cori
- Jeff "Whoop" Warner - chitarra, cori
- Patrick Young - basso, cori
- Pete Holmes - batteria